# Lytorhynchus
Lytorhynchus är ett släkte av ormar. Lytorhynchus ingår i familjen snokar.
Arterna är med en längd upp till 75 cm små ormar. De lever i norra Afrika, i Mellanöstern och i Centralasien. Habitatet utgörs av öknar och andra torra landskap. Individerna jagar geckoödlor och andra små ödlor. Honor lägger ägg.
Fjällen som ligger på huvudets topp mellan ögonen har samma form som hos släktet Phyllorhynchus som förekommer i Nordamerika.
Arter enligt Catalogue of Life:
- Lytorhynchus diadema
- Lytorhynchus gasperetti
- Lytorhynchus kennedyi
- Lytorhynchus maynardi
- Lytorhynchus paradoxus
- Lytorhynchus ridgewayi